# Dánijál Dávari
Dánijál Dávari, nyugati változatban Daniel Davari (perzsául: دانیال داوری; Gießen, 1988. január 6. –) iráni-lengyel származású német labdarúgó, a Rot-Weiß Oberhausen kapusa.

## Pályafutása

### Klubcsapatokban

#### Eintracht Braunschweig
Davari pályafutását a Mainz 05 tartalékcsapatánál kezdte, majd 2009-ben az Eintracht Braunschweighez igazolt. Kezdetben a klub cserekapusa volt, a 2011–2012-es szezon elején első számú kapussá lépett elő, amikor Marjan Petković sérülést szenvedett. Bár Petković néhány hét múlva visszatért a sérüléséből, Davari megtartotta a kezdőcsapatbeli pozícióját a szezon hátralévő részére, és jelentős szerepet játszott abban, hogy a Braunschweig feljutott a Bundesligába.
2013. augusztus 13-án lejátszotta első Bundesliga mérkőzését a Borussia Dortmund ellen a 2013–2014-es szezonban, ahol a Kicker magazin értékelése alapján a legmagasabb, 1-es osztályzatot kapta (a skála 1-től 6-ig terjed, ahol az 1 a legjobb). A szezon közepére Davarit a szurkolók a Braunschweig legjobb játékosának választották. 2014. április 12-én a Freiburg elleni mérkőzésen a meccs emberének választották. Május 10-én gólpasszt adott Jan Hochscheidtnek a Hoffenheim elleni találkozón.

#### Grasshoppers
2014. május 29-én a svájci élvonalban szereplő Grasshoppers csapatához szerződött, amelyhez a 2014-es labdarúgó-világbajnokságot követően, július 1-jén csatlakozott. Július 30-án mutatkozott be a Bajnokok Ligájában a Lille elleni mérkőzésen.

#### Arminia Bielefeld
2015. június 11-én kétéves szerződést kötött az Arminia Bielefelddel. 2016. május 8-án mutatkozott be a csapatban, ahol kapott gól nélkül zárta az Union Berlin elleni mérkőzést.
2017. március 17-én kapott gól nélkül zárta a Kaiserslautern elleni mérkőzést, amelyet az Arminia 2–0-ra megnyert, ezzel kikerülve a közvetlen kiesőzónából.

#### MSV Duisburg
2019 telén az MSV Duisburghoz szerződött.

#### Rot-Weiß Oberhausen
2019. január 26-án a Rot-Weiß Oberhausen csapatához igazolt.

### A válogatottban
2013. január 21-én Carlos Queiroz, az iráni válogatott szövetségi kapitánya meghívót küldött Daniel Davarinak az iráni válogatottba. Davari, aki a németországi Gießenben született lengyel-német édesanya és iráni édesapa gyermekeként, jogosult lett volna Németország, Lengyelország és Irán válogatottjában játszani. Ennek ellenére visszautasította Irán meghívását a Libanon elleni Ázsia-kupa selejtezőre, mivel az időpont egy fontos klubmérkőzéssel esett egybe. Ugyanakkor jelezte, hogy elfogadná Irán meghívását a következő mérkőzésükre.
2013. november 15-én mutatkozott be az iráni válogatottban Thaiföld ellen. A mérkőzést kapott gól nélkül zárta, és csapata 3–0-s győzelmet aratott az Ázsia-kupa selejtezőn. 2014. június 1-jén Carlos Queiroz behívta Davarit Irán 2014-es labdarúgó-világbajnokságra készülő keretébe. A tornán azonban nem lépett pályára, mivel mindhárom mérkőzésen Alireza Hagigi védte Irán kapuját.

## Magánélete
Davari római katolikus vallású. Édesapja iráni, édesanyja pedig lengyel származású. Felesége, Kristina, 2014. szeptember 28-án adott életet fiuknak, akit Eliahnak neveztek el.

## Statisztika

### Klubcsapatokban
2018. szeptember 1-i állapot szerint.
| Klub                   | Szezon           | Bajnokság                     | Bajnokság | Kupa  | Kupa  | Nemzetközi | Nemzetközi | Összes | Összes |       |
| Klub                   | Szezon           | Liga                          | Mérk.     | Gólok | Mérk. | Gólok      | Mérk.      | Gólok  | Mérk.  | Gólok |
| ---------------------- | ---------------- | ----------------------------- | --------- | ----- | ----- | ---------- | ---------- | ------ | ------ | ----- |
| Mainz 05 II            | 2007–08          | Oberliga Rheinland-Pfalz/Saar | 8         | 0     | 0     | 0          | –          | –      | 8      | 0     |
| Mainz 05 II            | 2008–09          | Oberliga Rheinland-Pfalz/Saar | 24        | 0     | 0     | 0          | –          | –      | 24     | 0     |
| Mainz 05 II            | Összesen         | Összesen                      | 32        | 0     | 0     | 0          | –          | –      | 32     | 0     |
| Braunschweig II        | 2009–10          | Niedersachsenliga             | 4         | 0     | 0     | 0          | –          | –      | 4      | 0     |
| Braunschweig II        | 2010–11          | Regionalliga Nord             | 8         | 0     | 0     | 0          | –          | –      | 8      | 0     |
| Braunschweig II        | Összesen         | Összesen                      | 12        | 0     | 0     | 0          | 0          | 0      | 12     | 0     |
| Eintracht Braunschweig | 2009–10          | 3. Liga                       | 0         | 0     | 0     | 0          | –          | –      | 0      | 0     |
| Eintracht Braunschweig | 2010–11          | 3. Liga                       | 4         | 0     | 0     | 0          | –          | –      | 4      | 0     |
| Eintracht Braunschweig | 2011–12          | 2. Bundesliga                 | 29        | 0     | 0     | 0          | –          | –      | 29     | 0     |
| Eintracht Braunschweig | 2012–13          | 2. Bundesliga                 | 30        | 0     | 0     | 0          | –          | –      | 30     | 0     |
| Eintracht Braunschweig | 2013–14          | Bundesliga                    | 29        | 0     | 0     | 0          | –          | –      | 29     | 0     |
| Eintracht Braunschweig | Összesen         | Összesen                      | 92        | 0     | 0     | 0          | –          | –      | 92     | 0     |
| Grasshoppers           | 2014–15          | Svájci Super League           | 10        | 0     | 3     | 0          | 2          | 0      | 15     | 0     |
| Arminia Bielefeld      | 2015–16          | 2. Bundesliga                 | 1         | 0     | 0     | 0          | –          | –      | 1      | 0     |
| Arminia Bielefeld      | 2016–17          | 2. Bundesliga                 | 8         | 0     | 0     | 0          | –          | –      | 8      | 0     |
| Arminia Bielefeld      | Összesen         | Összesen                      | 9         | 0     | 0     | 0          | –          | –      | 9      | 0     |
| MSV Duisburg           | 2017–18          | 2. Bundesliga                 | 3         | 0     | 0     | 0          | –          | –      | 3      | 0     |
| MSV Duisburg           | 2018–19          | 2. Bundesliga                 | 4         | 0     | 1     | 0          | –          | –      | 5      | 0     |
| MSV Duisburg           | Összesen         | Összesen                      | 8         | 0     | 1     | 0          | –          | –      | 8      | 0     |
| Rot-Weiß Oberhausen    | 2018–19          | Regionalliga                  | 11        | 0     | —     | —          | —          | —      | 11     | 0     |
| Karrier összesen       | Karrier összesen | Karrier összesen              | 173       | 0     | 4     | 0          | 2          | 0      | 173    | 0     |

### A válogatottban
| Irán     | Irán  | Irán  |
| Év       | Mérk. | Gólok |
| -------- | ----- | ----- |
| 2013     | 2     | 0     |
| 2014     | 2     | 0     |
| Összesen | 4     | 0     |

#### Mérkőzései az iráni válogatottban
| #  | Dátum              | Ellenfél | Eredmény | Kiírás               | Esemény |
| -- | ------------------ | -------- | -------- | -------------------- | ------- |
| 1. | 2013. november 15. | Thaiföld | 3 – 0    | Ázsia-kupa selejtező |         |
| 2. | 2013. november 19. | Libanon  | 4 – 1    | Ázsia-kupa selejtező |         |
| 3. | 2014. március 5.   | Guinea   | 1 – 2    | Barátságos mérkőzés  | 77'     |
| 4. | 2014. május 30.    | Angola   | 1 – 1    | Barátságos mérkőzés  | 67'     |

## Fordítás
- Ez a szócikk részben vagy egészben  a   Daniel Davari című angol Wikipédia-szócikk ezen változatának fordításán alapul.  Az eredeti cikk szerkesztőit annak laptörténete sorolja fel. Ez a jelzés csupán a megfogalmazás eredetét és a szerzői jogokat jelzi, nem szolgál a cikkben szereplő információk forrásmegjelöléseként.